# Wi Kuki Kaa
Wi Kuki Kaa (Rangitukia, 16 dicembre 1938 – Wellington, 19 febbraio 2006) è stato un attore neozelandese.

## Famiglia
Kaa nacque a Rangitukia su l'East Cape in Nuova Zelanda. Suo padre, di etnia Maori delle iwi Ngati Porou e Ngati Kahungunu, era il reverendo Tipi Whenua Kaa, da Rangitukia, che era vicario della parrocchia di Waiapu e sua madre Hohipene Kaa (nata Whaanga) proveniva da Wairoa. Era uno dei loro 12 figli: i suoi fratelli includono Hone Kaa, un leader della Chiesa Anglicana e le sorelle Keri Kaa, scrittrice e Arapera Blank, scrittrice e poetessa.

## Carriera
Le sue prime apparizioni furono nel 1971 in piccoli ruoli televisivi.
Kaa ha spesso ricoperto il ruolo del capo iwi. La sua interpretazione più ricordata è in Il Bounty film anglo/statunitense del 1984 per la regia di Roger Donaldson in cui impersona il re Tynah, che fu il suo secondo film dopo aver interpretato nel 1983 lo scout dell'esercito britannico Wiremu nel film neozelandese Utu del regista Geoff Murphy.
Nel 1987 interpretò Iwi in Sotto il segno di Orione, scritto da Tama Poata e diretto da Barry Barclay, grazie al quale vinse il New Zealand Film and TV Awards come miglior attore.

## Filmografia

### Cinema
- Inn of the Damned, regia di Terry Bourke (1975)
- Il massacro dei Maori (Utu), regia di Geoff Murphy (1983)
- Il Bounty (The Bounty), regia di Roger Donaldson (1984)
- Kingpin, regia di Mike Walker (1985)
- Sotto il segno di Orione (Ngati), regia di Barry Barclay (1987)
- Thunderbox, regia di Lee Tamahori - cortometraggio (1989)
- Linda's Body, regia di Harry Sinclair - cortometraggio (1990)
- Te Rua, regia di Barry Barclay (1991)
- Turangawaewae, regia di Peter Burger - cortometraggio (2002)
- River Queen, regia di Vincent Ward (2005)

### Televisione
- Homicide – serie TV, episodio 8x29 (1971)
- Spyforce – serie TV, 5 episodi (1971-1973)
- Silent Number – serie TV, episodio 1x24 (1974)
- The Governor – miniserie TV, 3 puntate (1977)
- Silent Reach – miniserie TV, 2 puntate (1983)
- Welcome to Paradise, regia di Daniel Haller – film TV (1984)
- Worzel Gummidge Down Under – serie TV, 4 episodi (1987)
- The Other Side of Paradise – miniserie TV, 1 puntata (1992)
- Dark Knight – serie TV, episodio 1x07 (2000)
- Mataora – miniserie TV (2001)
- The Diamond of Jeru, regia di Ian Barry e Dick Lowry – film TV (2001)
- The Strip – serie TV, episodio 1x04 (2002)
- Der Liebe entgegen, regia di Martin Enlen – film TV (2002)
- The Lost Children – serie TV, episodio 1x11 (2006)